# 德国国防军空军第6战斗机联队

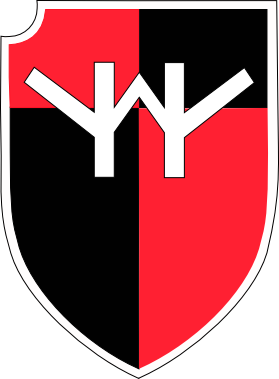
德國國防軍空軍第6戰鬥機聯隊的徽章

德国国防军空军第6战斗机联队是二战期间納粹德國空軍的一支战斗机联队。该联队创立于二戰末期，是最后一批成立的战斗机联队之一，该联队曾在东西线战场作战。